# يوهان غوتليب بنيامين زيجرت
يوهان غوتليب بنيامين زيجرت (بالألمانية: Johann Gottlieb Benjamin Siegert)‏ (و. 1796 – 1870 م) هو شخصية أعمال، وطبيب ألماني، ولد في سيليزيا، توفي في سيوداد بوليفار، عن عمر يناهز 74 عاماً.